# ريتشارد لوند
ريتشارد لوند (بالسويدية: Richard Lund)‏ هو ممثل سويدي، ولد في 9 يوليو 1885 في السويد، وتوفي بنفس المكان في 27 سبتمبر 1960.

## وصلات خارجية
- ريتشارد لوند على موقع IMDb (الإنجليزية)
- ريتشارد لوند على موقع قاعدة بيانات الفيلم (الإنجليزية)